# 93 FM
93 FM é uma emissora de rádio sediada na cidade do Rio de Janeiro, opera em 93.3 FM e retransmite parte da prograação da Rádio Trans Mundial, se dedica ao segmento gospel. Fundada em 25 de maio de 1992 como Rádio El Shadday, é pertencente ao Grupo MK de Comunicação. (que possui outras empresas como a MK Music, MK Editora, 93 FM, MK Shopping e os portais Pleno News (anteriormente elnet) e Som Gospel).

## História
Desde 25 de maio de 1992 no mercado, a 93 FM vem difundindo música cristã contemporânea. A rádio entrou no ar à meia noite do dia 25 de maio e com o passar dos anos foi se consolidando no segmento gospel.
Em 1994 a emissora trocou de endereço. Passou da Rua dos Artistas, em Vila Isabel, para a Rua Gotemburgo, São Cristóvão. Em 1997 a rádio reformulou seu sistema de transmissão e passou a ser uma das pioneiras no sistema digital.
Em 20 anos, eventos de grande mobilização de público se tornaram sucessos e se consolidaram como uma marca da emissora. Realizaram os Canta Brasil, Rio e Zona Sul (reunindo centenas de milhares de pessoas); Louvorzão; Som Gospel; e transmissões, ao vivo, direto da Bienal do Livro, Marcha para Jesus e dos programas especiais realizados fora do estúdio.
Atualmente a emissora é a quinta mais ouvida do Rio de Janeiro, e a sétima mais ouvida do Brasil no segmento Gospel.